# Caneto (Palanzano)
Caneto è una frazione del comune di Palanzano (PR), sito a circa 3 km dal capoluogo comunale e a 55 km da Parma città.
I residenti non superano le 30 unità, ma il paese vede aumentare sensibilmente gli abitanti in estate per via del turismo, in quanto fa da base per alcune escursioni verso le montagne adiacenti; la zona è altresì frequentata in inverno per la caccia al cinghiale.
Delimitato  a sud dal torrente Cedra (da cui prende il nome l'omonima vallata) e a nord dalla montagna rocciosa (nome tecnico FLYSCH terziario inferiore) detta "Groppo di Caneto".
Il paese si sviluppa ascensionalmente a forma di doppia esse, all'entrata misura 595 msl al termine 625 msl.
Attraversato dal Rio della Borella, è composto da vari borghi: ca' di Scala, Ca' d'Vintura, Ca' d'Japèn, Ca' d'Mati, Ca' d'Chichèn,  l'Ostaria e Ca d'Pidola. Nelle aie, dei sopra citati borghi, sorgono 6 belle fontane tuttora funzionanati. Costituiscono parte integrante del paese due sobborghi siti a 500 m ad ovest denominati il Mulino e Corniana.
Caneto è dotato di un proprio acquedotto costruito dagli abitanti del paese con "fatica ed orgoglio" all'inizio degli anni '50.
La strada che dalla provinciale raggiunge il paese è asfaltata, ma a monte del paese il fondo stradale diventa sassoso (percorribile solo con mezzi da fuori strada) per proseguire ed inerpicarsi in una selvaggia e bellissima gola ricca di ben 12 fonti naturali che, oltre a contribuire alla ricchezza del territorio, formano i due canali maggiori: quello della Borella e di Veronco, che a loro volta confluiscono poi nel torrente Cedra.
Proseguendo per lo sterrato dopo circa 4 km si raggiunge il rifugio Bastianel (1100 msl), ideato e realizzato da tutti i canaioli, fu iniziato nel 1985 e terminato nel 1990. Anche questa opera è frutto del volere e dell'orgoglio dei nativi di Caneto. Qui ogni anno, il 15 agosto, viene celebrata una festa campestre che riunisce paesani e non in mezzo al verde dei faggi e qualche bicchiere di buon vino. Dal rifugio proseguendo a piedi in circa mezz'ora si può raggiungere il crinale del monte Caio (1450 msl) da dove scendono le piste della famosa stazione sciistica di Schia. 
La posizione di Caneto rispetto al sole è, come si suol dire, a "sole attivo", cioè non vi è nessuna montagna od ostacolo interposto tra il paese e il sole, quindi può beneficiare dell'irradiamento massimo durante la giornata e la temperatura è quasi sempre mite. L'inquinamento è minimo dato che gli insediamenti industriali più vicini distano circa 50 km. Il verde è molto presente, a perdita d'occhio